# Почтенная компания торговцев канцелярскими принадлежностями и изготовителей газет
Почтенная компания торговцев канцелярскими принадлежностями и изготовителей газет (до 1937 года в Почтенная компания торговцев канцелярскими принадлежностями) (англ. Worshipful Company of Stationers and Newspaper Makers) — одна из ливрейных компаний в лондонском Сити. Компания была создана ещё в 1403 году и получила Королевскую хартию в 1557 году. Компания была монополистом в издательской отрасли и официально отвечала за разработку и внедрение регламентов до принятия Статута королевы Анны в 1710 году.
Члены компании сегодня в основном связаны с современными визуальными и графическими отраслями промышленности, которые развились из первоначальной торговой компании. Функциями современной компании является печать, производство бумаги, упаковки и офисных товаров, рекламы, фотографий, кино- и видеопродукции. Также в сферу деятельности компании входит издание книг, газет и журналов, а также цифровых СМИ.

## История
В 1403 году Корпорация лондонского Сити одобрила создание Гильдии канцелярских товаров. В это время торговцами канцелярских товаров были сами авторы текстов, люмнеры (иллюминаторы), переплётчики или книготорговцы, которые работали на фиксированном месте (stationarius) у стен собора Святого Павла. Книготорговцы продавали рукописные книги или их копии, написанные специально для розницы; они также продавали канцтовары. Иллюминаторы продавали иллюстрированные и оформленные рукописи.
Печатные книги постепенно вытесняли рукописные и к тому времени, когда гильдия получила Королевскую хартию о регистрации 4 мая 1557 года, она фактически превратилась в гильдию печатников. В 1559 году компания заняла 47-е место среди ливрейных компаний Сити. В то время компания находилась в Колледже Петра, который был выкуплен у собора Святого Павла. В эпоху Тюдоров и Стюартов, канцелярская компания была юридически уполномочена изымать «оскорбительных книги», которые нарушали стандарты, установленные англиканской церковью и государством.
Хартия, дарованная компании, сделала её монополистом на книжную продукцию и гарантировала любому члену компании право собственности на текст (или «копию» (англ. copy)), который он впервые опубликовал. Ни один другой член не имел после этого права публиковать этот текст. Отсюда происхождение термина «авторское право» (англ. copyright) в английском языке. Такое право утверждалось посредством внесения новых книг в специальный Реестр Компании Канцтоваров. Это Реестр стал одним из наиболее важных документальных записей для исследования Елизаветинской драмы. Несомненно, соблюдение правил всегда было проблемой в области книгопечатания, как и в других аспектах эпохи Тюдоров и Стюартов, отсюда пьесы и другие произведения иногда тайно и незаконно перепечатывались.
В 1606 году компания купила дом на Ave Maria Lane и переехала из Колледжа Петра. Новый холл сгорел в великом лондонском пожаре 1666 года с книгами на сумму около £ 40,000. Он был перестроен и его интерьер был значительно изменён. Вновь дом открылся лишь в 1673 году. Судебная комната была добавлена в 1748 году, а в 1800 году внешний фасад был перестроен и обрёл нынешний вид.
В 1695 году монопольная власть компании была снижена, а вскоре Парламент принял Статут королевы Анны, первый законодательный акт об авторском праве в Великобритании.
В 1861 году компания основала Школу торговцев канцелярскими принадлежностями на Флит-стрит для образования детей членов компании. В 1894 году школа переехала в Хорнси в северном Лондоне. Она была закрыта в 1983 году.
Регистрация в соответствии с Законом об авторском праве 1911 года закончилась в декабре 1923 года; с этого времени компания установила добровольный регистр, в который вносились сведения об авторских правах. Это делалось для обеспечения печатного подтверждения права собственности в случае возникновения споров.
В 1937 году Королевская хартия объединила Компанию торговцев канцелярскими принадлежностями и Компанию изготовителей газет, основанную шесть лет до этого, тогда объединённая компания получила современное название.
Девиз — Verbum Domini manet in aeternum, (c лат. «Слово Господне пребудет вовек»).

## Зал канцелярских товаров

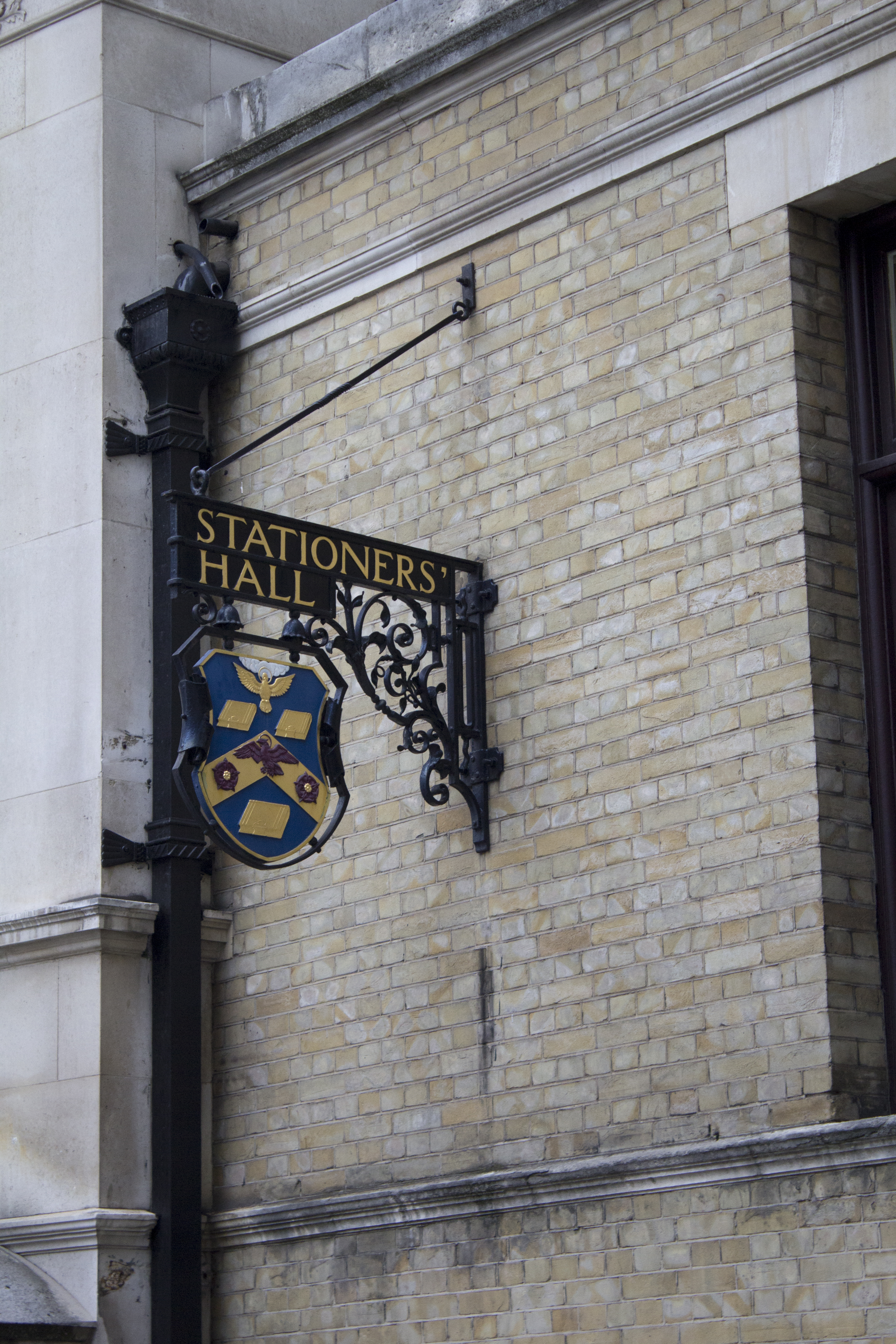
Зал компании, Лондон (2013)

Зал компании находится на Ave Maria Lane возле Ладгейт Хилл. На месте нынешнего зала раньше был Абергавенни Хаус, приобретённый компанией в 1606 году за £ 3500, и уничтоженный в Великом пожаре в 1666 году. Современное здание и зал датируются приблизительно 1670 годом, зал был реконструирован в 1800 году архитектором Робертом Майлном, а 4 января 1950 года здание было включено в список охраняемых объектов как памятник архитектуры.

## Заметные члены гильдии
- Эдвард Аллде[англ.]
- Энтони Бэйли[англ.]
- Джон Клив[англ.]
- Томас Коутс[англ.]
- Джордж Элд[англ.]
- Эдмунд Эванс
- Джордж Фоулкнер[англ.]
- Ричард Фиэлд[англ.]
- Августин Мэттьюс[англ.]
- Джордж Мьюди[англ.]
- Руперт Мердок
- Томас Котли Ньюби[англ.]
- Николас Окес[англ.]
- Питер Шорт
- Уильям Стенсби[англ.]
- Джон Трандл[англ.]
- Кристофер Мейер[англ.]
- Дэвид Старки[англ.]